# Haplophryne triregium
Haplophryne triregium är en fiskart som beskrevs av Gilbert Percy Whitley och Phillipps, 1939. Haplophryne triregium ingår i släktet Haplophryne och familjen Linophrynidae. Inga underarter finns listade i Catalogue of Life.